# Salpis chilenaria
Salpis chilenaria är en fjärilsart som beskrevs av Felder 1875. Salpis chilenaria ingår i släktet Salpis och familjen mätare. Inga underarter finns listade.